# Michael McKeegan
Michael McKeegan est né le 23 mars 1971 à Larne en Irlande du Nord. Il est le bassiste du groupe Therapy?.

## Matériel

### Basses
- Warwick

### Ampli
- Warwick